# Cantón de Ars-sur-Moselle
El cantón de Ars-sur-Moselle era una división administrativa francesa, que estaba situada en el departamento de Mosela y la región de Lorena.

## Composición
El cantón estaba formado por dieciocho comunas:
- Ancy-sur-Moselle
- Arry
- Ars-sur-Moselle
- Châtel-Saint-Germain
- Corny-sur-Moselle
- Dornot
- Gorze
- Gravelotte
- Jouy-aux-Arches
- Jussy
- Lessy
- Novéant-sur-Moselle
- Rezonville
- Rozérieulles
- Sainte-Ruffine
- Vaux
- Vernéville
- Vionville

## Supresión del cantón de Ars-sur-Moselle
En aplicación del Decreto nº 2014-183 de 18 de febrero de 2014, el cantón de Ars-sur-Moselle fue suprimido el 22 de marzo de 2015 y sus 18 comunas pasaron a formar parte del nuevo cantón de Las Laderas de Mosela.